# Abiskomyia virgo
Abiskomyia virgo är en tvåvingeart som beskrevs av Edwards 1937. Abiskomyia virgo ingår i släktet Abiskomyia och familjen fjädermyggor.
Artens utbredningsområde är Alaska. Arten är reproducerande i Sverige. Inga underarter finns listade i Catalogue of Life.